# Debianのバージョン履歴

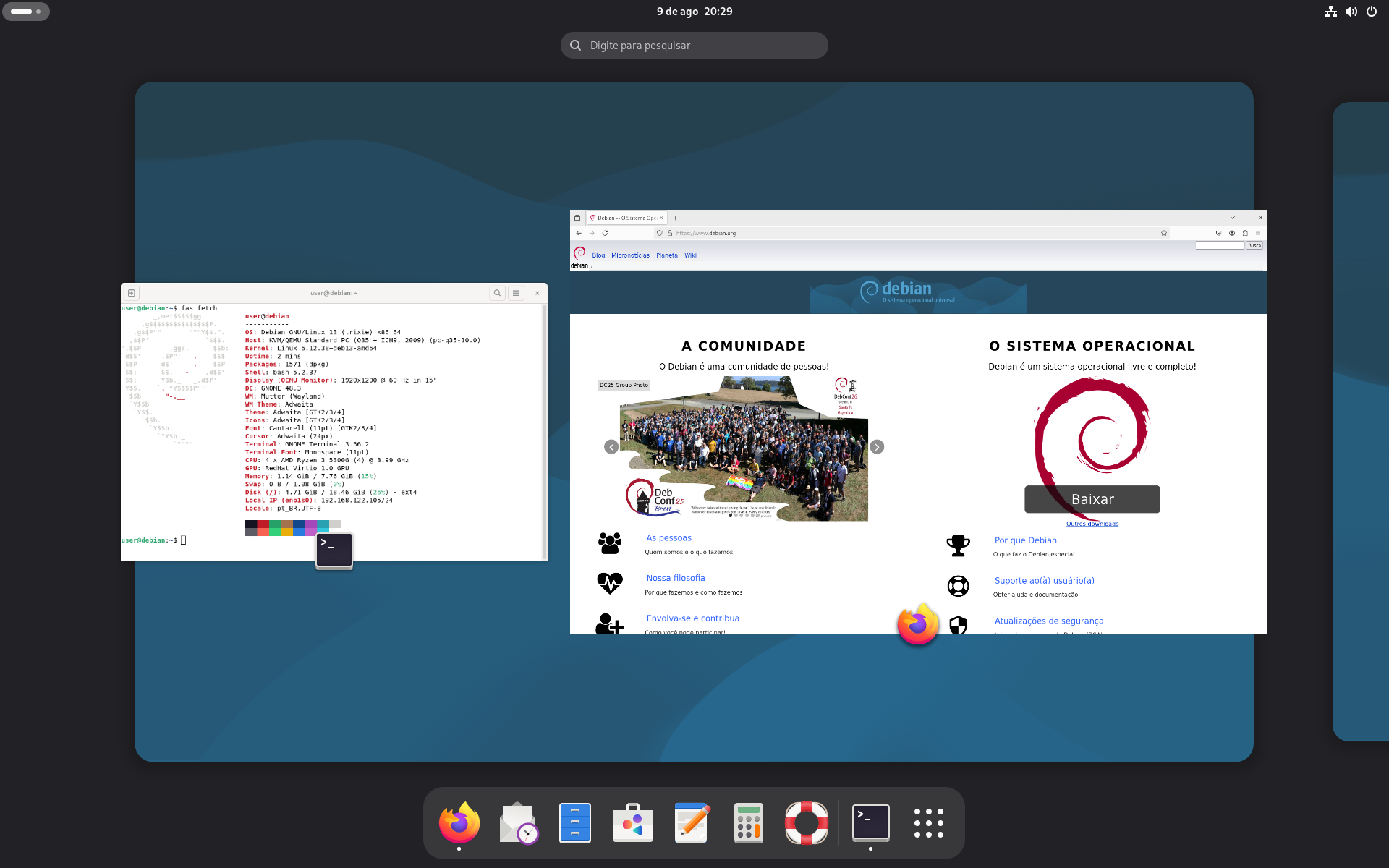
Debian 13（Trixie）のスクリーンショット

Debianは、固定されたスケジュールでリリースされていない。近年のリリースは、おおよそ2年ほどをかけて、Debianプロジェクトによって作られている。
Debianディストリビューションのコードネームは、トイ・ストーリーの映画に登場するキャラクターの名前から取られている。Debianの非安定版（unstable）はSidと名付けられており、これはトイ・ストーリーの玩具を破壊するキャラクターの名前である。

## リリースの歴史
Debian 1.0は、リリースされていない。これは、ベンダーが誤って開発版のリリースをこのバージョンナンバーで出荷してしまったからである。パッケージ管理システムのdpkgとそのフロントエンドdeslectは、Debianにおいては以前のリリースで開発、実装済みであった。a.outバイナリからELFバイナリへの移行は、計画されていた1.0のリリース以前から既に始められていた。また、唯一サポートされていたアーキテクチャはIntel 80386（i386）であった。

### Debian 1.1 (Buzz)
Debian 1.1（Buzz）（バズ）は、1996年6月16日にリリースされた。このリリースには474個のパッケージが含まれている。Debianは、ELFバイナリフォーマットへの移行を完了させ、Linuxカーネル2.0を使っていた。

### Debian 1.2 (Rex)
Debian 1.2（Rex）（レックス）は、1996年12月12日にリリースされた。このリリースには848個のパッケージが含まれており、これは120人の開発者によりメンテナンスされていた。

### Debian 1.3 (Bo)
Debian 1.3（Bo）（ボー）は、1997年6月5日にリリースされた。このリリースには974個のパッケージが含まれており、これは200人の開発者によりメンテナンスされていた。

### Debian 2.0 (Hamm)
Debian 2.0（Hamm）（ハム）は、1998年7月24日にリリースされた。このリリースには1500個のパッケージが含まれ、これは400人を越す開発者によってメンテナンスされていた。libc6への移行が行われ、DebianはMotorola 68000シリーズ（m68k）アーキテクチャへの移植が行われた。

### Debian 2.1 (Slink)
Debian 2.1（Slink）（スリンキー）は、1999年3月9日にリリースされ、これは2250個のパッケージを含んでいた。パッケージ管理のフロントエンドとしてAPTが導入され、AlphaとSPARCへの移植が行われた。

### Debian 2.2 (Potato)
Debian 2.2（Potato）（ポテト）は、2000年8月14日から15日にかけてリリースされ、450以上の開発者によってメンテナンスされる2600のパッケージを含んでいた。新しく含まれたパッケージには、XディスプレイマネージャのGDMや、ディレクトリ・サービスのOpenLDAP、SSH実装のOpenSSHまた、メール転送エージェントのPostfixなどが含まれる。Debianは、PowerPCとARMアーキテクチャに移植された。

### Debian 3.0 (Woody)
Debian 3.0（Woody）（ウッディ）は、2002年7月19日にリリースされ、900を超える開発者によってメンテナンスされる8500前後のパッケージを含んでいた。KDEが導入され、IA-64、PA-RISC、MIPS、s390のアーキテクチャに新たに移植された。

### Debian 3.1 (Sarge)
Debian 3.1（Sarge）（ソルジャー）は、2005年6月6日にリリースされ、おおよそ15400のパッケージを含んでいた。このリリースでは、debian-installerとOpenOffice.orgが新たに含まれた。

### Debian 4.0 (Etch)

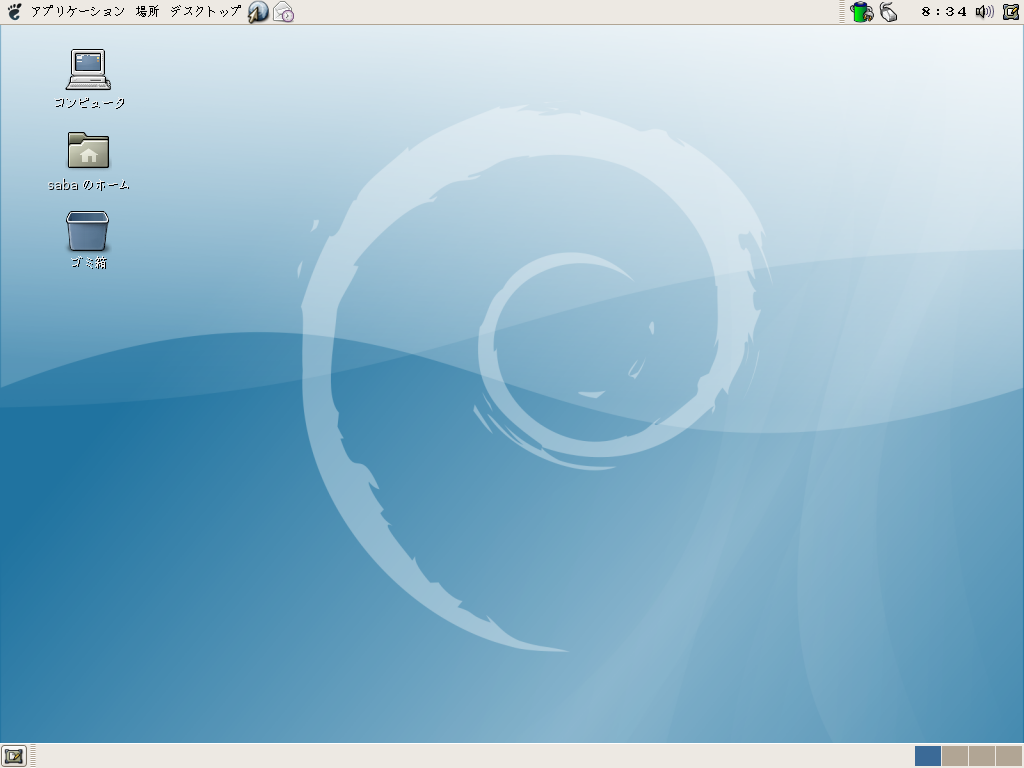
Debian 4.0 (Etch)

Debian 4.0（Etch）（エッチ）は、2007年4月8日にリリースされ、1030人以上の開発者によってメンテナンスされる、おおよそ18000のパッケージを含んでいた。Debianは、x86-64に移植されたが、m86kアーキテクチャへのサポートは廃止された。このバージョンでは、UTF-8とudevによるデバイス管理がデフォルトとなった。

### Debian 5.0 (Lenny)

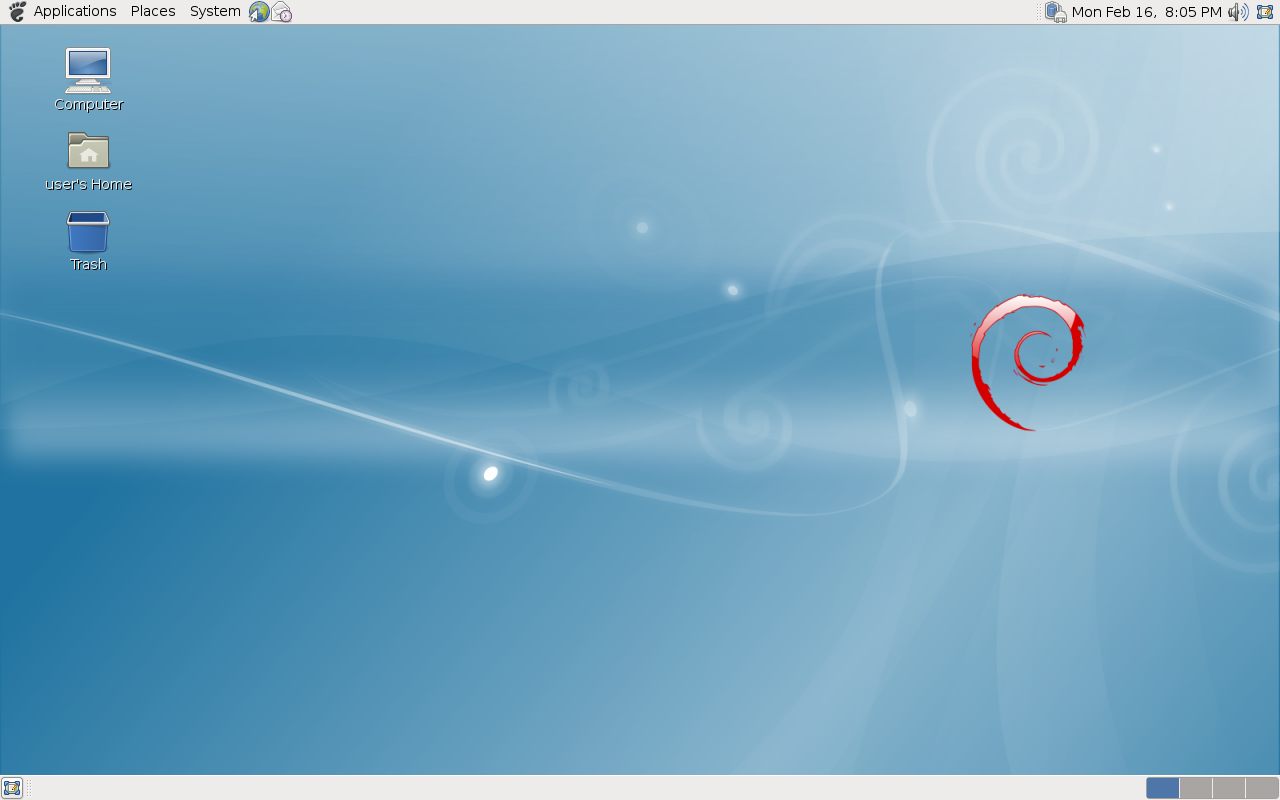
Debian 5.0 (Lenny)

Debian 5.0（Lenny）（レニー）は、2009年2月14日にリリースされ、23000個以上のパッケージを含んでいた。Debianは、armelアーキテクチャに移植された。

### Debian 6.0 (Squeeze)

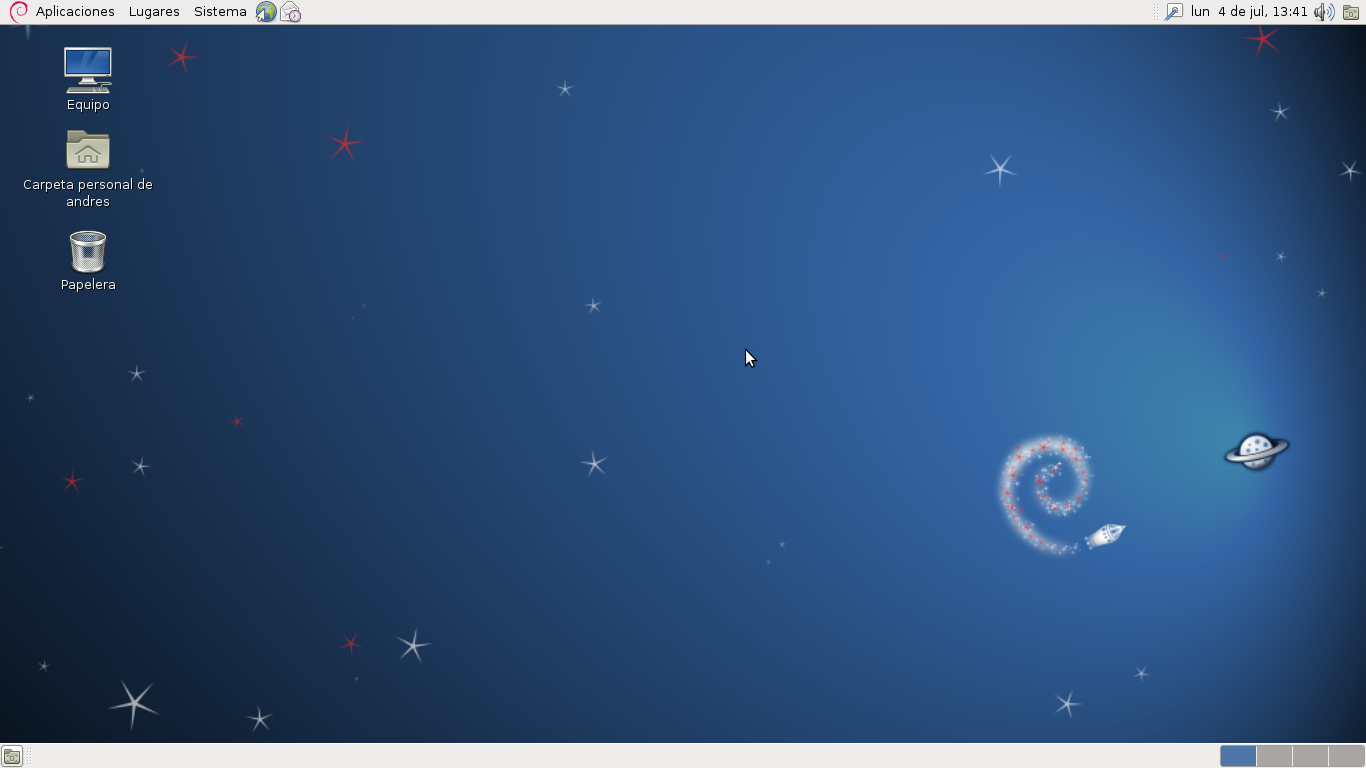
Debian 6.0 (Squeeze)

Debian 6.0（Squeeze）（スクイーズ）は、2011年2月6日にリリースされ、29000個以上のパッケージを含んでいた。ウェブブラウザのChromiumが新たに含まれ、kfreebsd（i386とamd64、後にサポートは中止される）への移植が行われた。また、Intel 486、Alpha、PA-RISCアーキテクチャへのサポートが中止されている。
Squeezeは、ノンフリーなファームウェアのコンポーネント（"バイナリーブロブ"として知られる）がポリシーの問題により、mainレポジトリから除かれた最初のリリースである。

### Debian 7 (Wheezy)

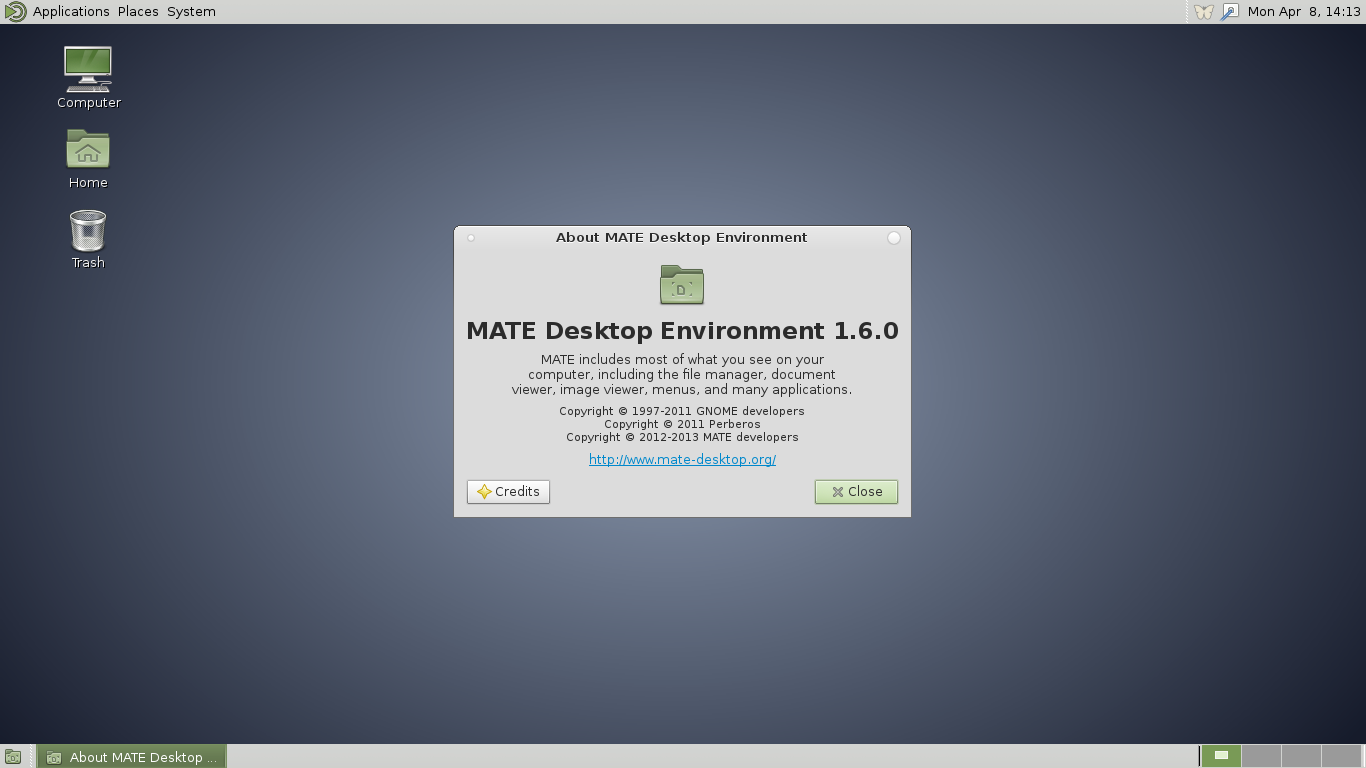
Debian 7 (Wheezy)

Debian 7（Wheezy）（ウィージー）は、2013年5月4日にリリースされ、36000個を超えるパッケージを含んでいた。UEFIのサポートが追加され、armhf、s390xアーキテクチャのサポートが追加された。

### Debian 8 (Jessie)

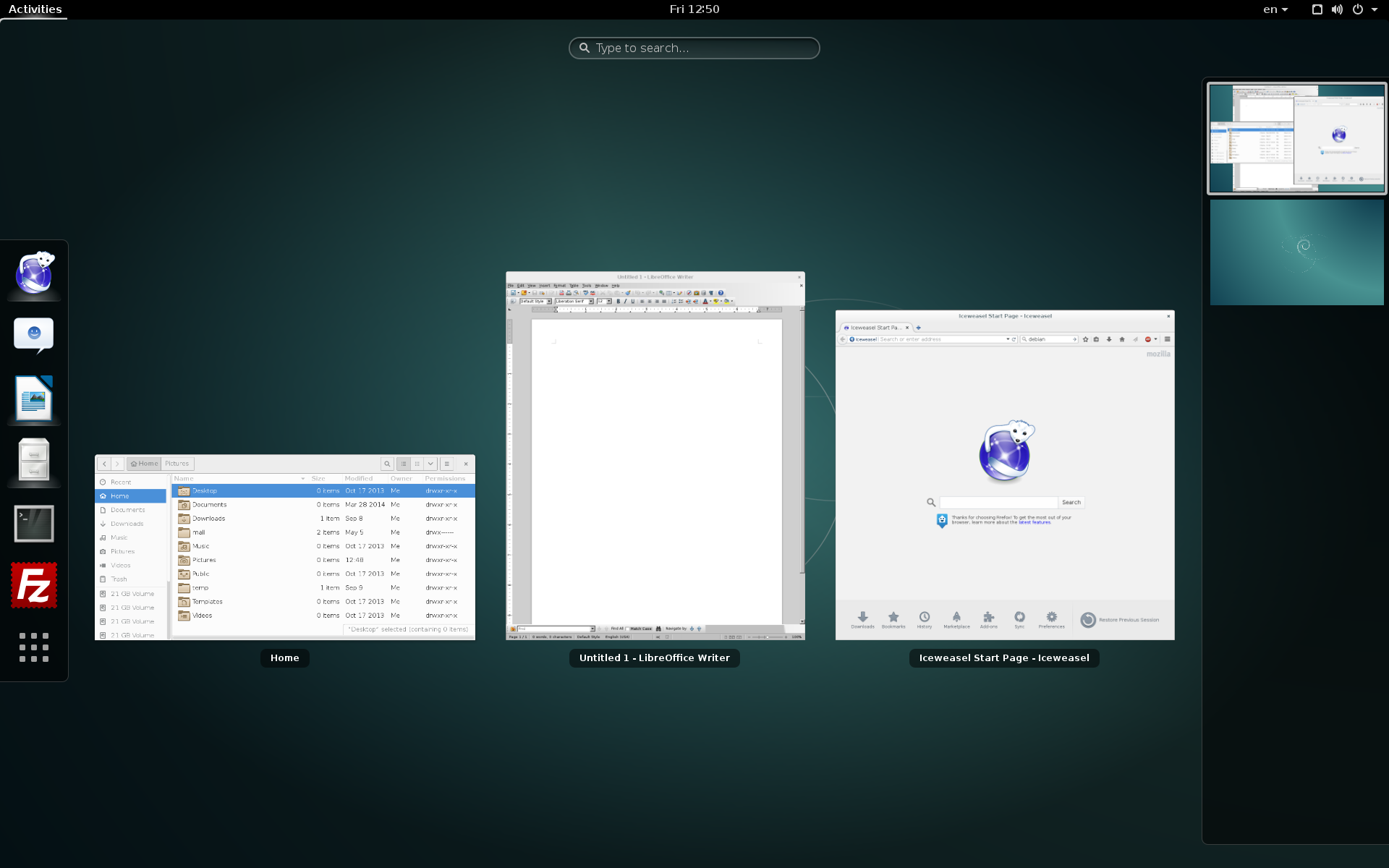
Debian 8 (Jessie)

Debian 8（Jessie）（ジェシー）は、2015年4月25日から26日にかけてリリースされ、43000個を超えるパッケージを含んでいた。このリリースでは、systemdがinitの代わりにデフォルトでインストールされている。（sysvinitとupstartパッケージも代替の選択肢として提供されている）。DebianはARM64とppc64leアーキテクチャに移植されたが、IA-64、kfreebsd、s390、SPARCのサポートが中止された。

### Debian 9 (Stretch)

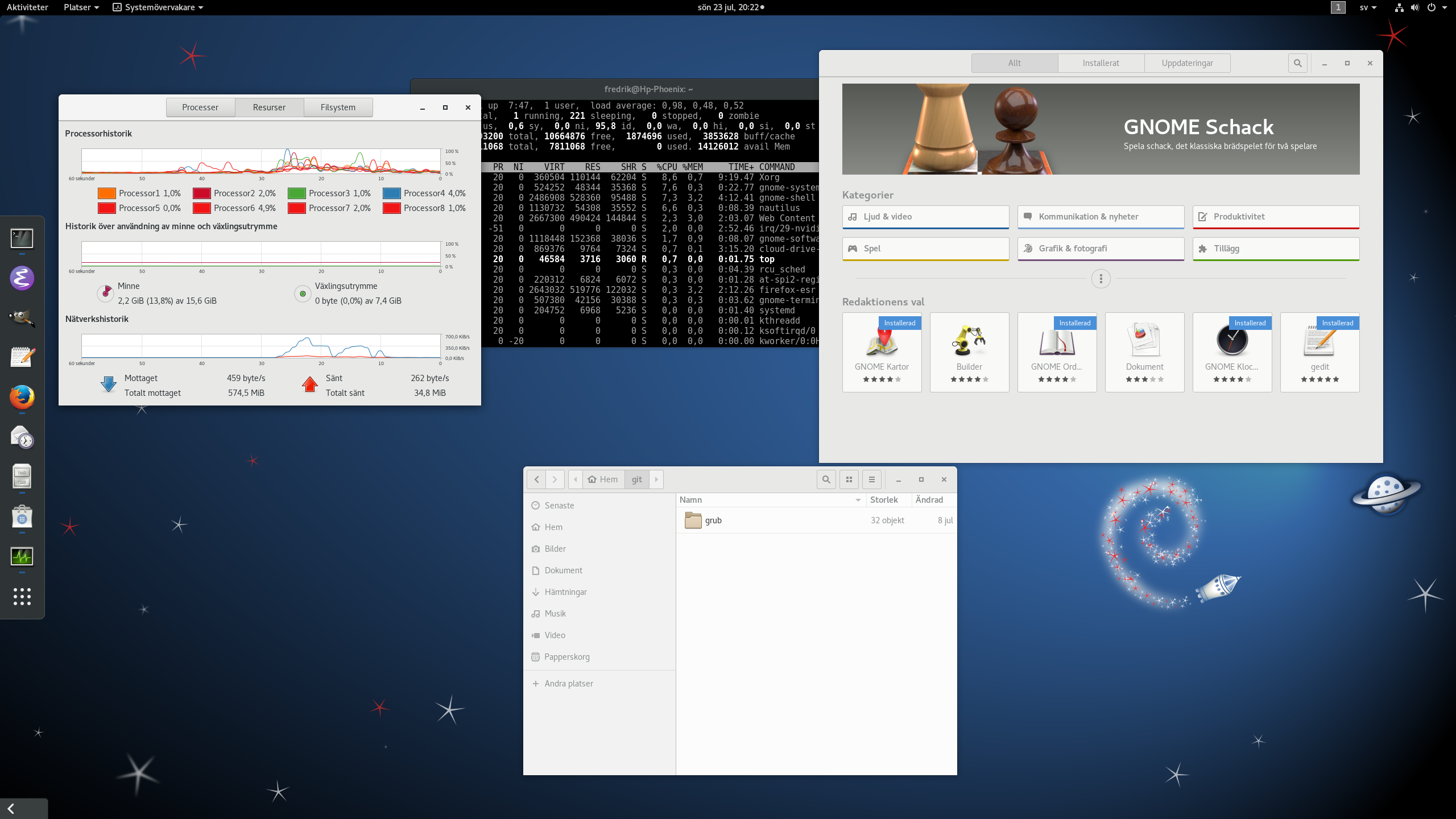
Debian 9 (Stretch)

Debian 9（Stretch）（ストレッチ）は、2017年6月17日にリリースされ、51000個を超えるパッケージを含んでいた。Intel 586（Pentium）、Intel586/686 hybrid、PowerPCアーキテクチャはStretchではもうサポートされていない。

### Debian 10 (Buster)

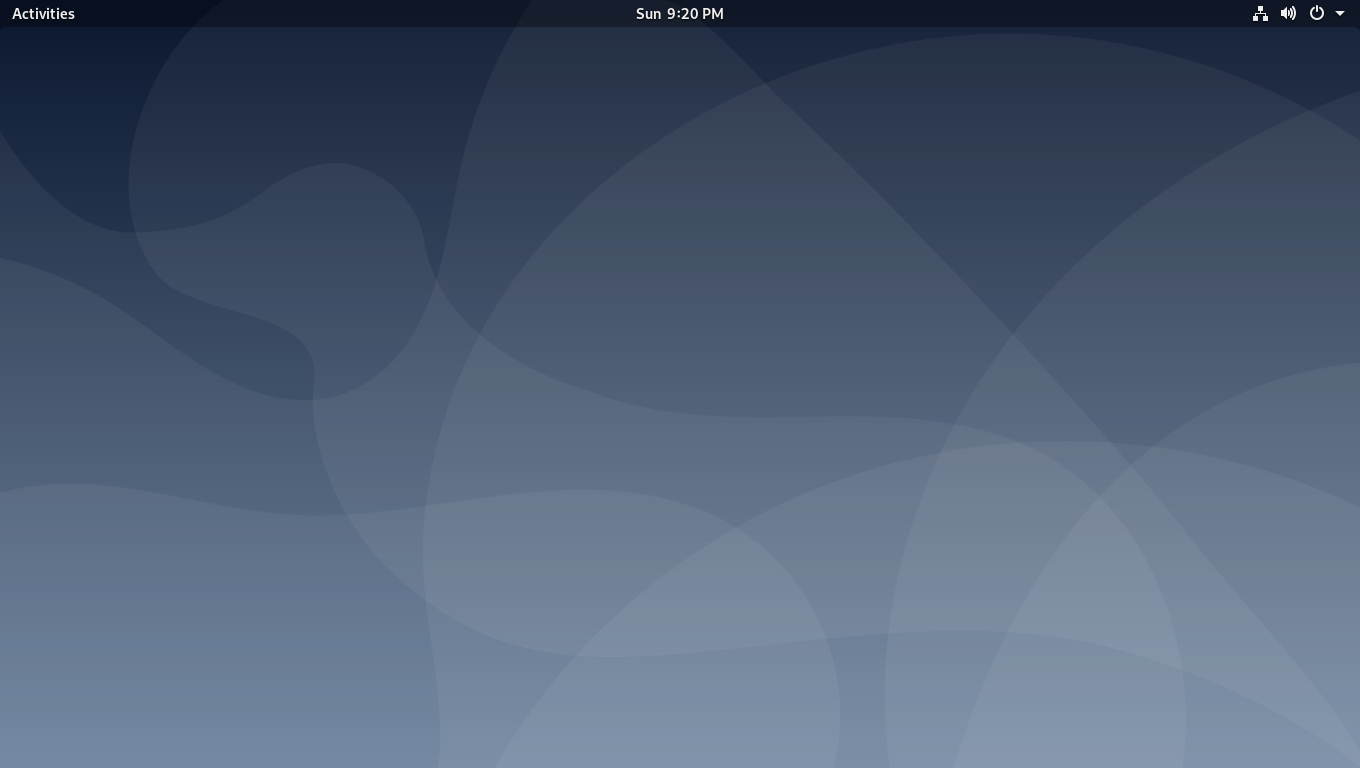
Debian 10 (Buster)

Debian 10（Buster）（バスター）は、2019年7月6日にリリースされ、57703個のパッケージを含んでいた。このリリースでは、UEFIセキュアブートのサポートが追加、AppArmorのデフォルトでの有効化、LUKSのデフォルトフォーマットとしてLUKS2の使用、GNOMEでの標準でのWaylandの使用などの変更が行われている。

### Debian 11 (Bullseye)
Debian 11（Bullseye）(ブルズアイ)は、2021年8月14日に公開された。カーネルが単体でexFATファイルシステムに対応した。。

## リリースについて
| バージョン（コードネーム）                             | リリース日           | Ports            | パッケージ               | Linux カーネルのバージョン     | セキュリティのサポート | LTS（長期サポート版） | 脚注                              |
| ------------------------------------------------------ | -------------------- | ---------------- | ------------------------ | ------------------------------ | ---------------------- | --------------------- | --------------------------------- |
| 0.90                                                   | 1993年 8月〜11月     | 1                | N/A                      | N/A                            | N/A                    | None                  | [ 2 ]                             |
| 0.91                                                   | 1994年 1月           | 1                | N/A                      | N/A                            | N/A                    | None                  | [ 2 ]                             |
| 0.93R5                                                 | 1995年 3月           | 1                | N/A                      | N/A                            | N/A                    | None                  | [ 2 ]                             |
| 0.93R6                                                 | 1995年 11月          | 1                | N/A                      | N/A                            | N/A                    | None                  | [ 2 ]                             |
| 1.0                                                    | Never                | 1                | N/A                      | N/A                            | N/A                    | None                  | [ 2 ]                             |
| 1.1 (Buzz)                                             | 1996年 6月17日       | 1                | 474                      | 2.0                            | N/A                    | None                  | [ 2 ]                             |
| 1.2 (Rex)                                              | 1996年12月12日       | 1                | 848                      | 2.0.27                         | N/A                    | None                  | [ 2 ] [ 40 ]                      |
| 1.3 (Bo)                                               | 1997年 6月5日        | 1                | 974                      | 2.0.33                         | N/A                    | None                  | [ 2 ]                             |
| 2.0 (Hamm)                                             | 1998年 7月24日       | 2                | ≈1,500                   | 2.0.34                         | N/A                    | None                  | [ 2 ]                             |
| 2.1 (Slink)                                            | 1999年 3月3日        | 4                | ≈2,250                   | 2.0.34, 2.0.35, 2.0.36, 2.0.38 | 30 October 2000        | None                  | [ 2 ] [ 8 ] [ 41 ]                |
| 2.2 (Potato)                                           | 2000年 8月14日〜15日 | 6                | ≈3,900                   | 2.0.38, 2.2.19                 | 30 June 2003           | None                  | [ 2 ] [ 10 ] [ 11 ]               |
| 3.0 (Woody)                                            | 2002年 7月19日       | 11               | ≈8,500                   | 2.2.20, 2.4.18                 | 30 June 2006           | None                  | [ 2 ] [ 13 ] [ 14 ] [ 42 ]        |
| 3.1 (Sarge)                                            | 2005年 6月6日        | 11               | ≈15,400                  | 2.4.27, 2.6.8                  | 31 March 2008          | None                  | [ 2 ] [ 16 ] [ 43 ]               |
| 4.0 (Etch)                                             | 2007年 4月8日        | 11               | ≈18,000                  | 2.6.18                         | 15 February 2010       | None                  | [ 2 ] [ 18 ] [ 44 ]               |
| 5.0 (Lenny)                                            | 2009年 2月14日       | 12               | ≈23,000                  | 2.6.26                         | 6 February 2012        | None                  | [ 2 ] [ 20 ] [ 21 ]               |
| 6.0 (Squeeze)                                          | 2011年 2月6日        | 11               | ≈29,000                  | 2.6.32                         | 19 July 2014           | 29 February 2016      | [ 2 ] [ 24 ] [ 25 ] [ 45 ] [ 46 ] |
| 7 (Wheezy)                                             | 2013年 3月4日        | 13               | ≈36,000                  | 3.2                            | 26 April 2016          | 31 May 2018           | [ 2 ] [ 31 ] [ 32 ] [ 47 ] [ 45 ] |
| 8 (Jessie)                                             | 2015年 4月25日〜26日 | 10               | ≈43,000                  | 3.16                           | 17 June 2018           | 30 June 2020          | [ 2 ] [ 48 ] [ 35 ] [ 45 ]        |
| 9 (Stretch)                                            | 2017年 6月17日       | 10               | ≈52,000                  | 4.9.0-6                        | 30 June 2022           | June 2022             | [ 2 ] [ 36 ] [ 50 ] [ 51 ] [ 45 ] |
| 10 (Buster)                                            | 2019年 7月6日        | 10               | ≈59,000                  | 4.19.0-6                       | 30 June 2024           | 2024                  | [ 53 ] [ 54 ] [ 55 ]              |
| 11 (Bullseye)                                          | 2021年 8月14日       | 未公表           | ≈55,000 (January 2019)   | 5.5 (April 2020)               | 未公表                 | 未公表                | [ 56 ]                            |
| 12 (Bookworm)                                          | 2023年 6月10日       | 未公表           | ≈64,000                  | 6.1                            | 未公表                 | 未公表                | [ 57 ]                            |
| 13(Trixie)                                             | 未公表               | 未公表           | 未公表                   | 未公表                         | 未公表                 | 未公表                | [ 58 ]                            |
| 14(Forky)                                              | 未公表               | 未公表           | 未公表                   | 未公表                         | 未公表                 | 未公表                | [ 59 ]                            |
| 不安定版 (Sid)                                         | Never                | 22 (13 official) | >60,000 (September 2019) | 5.5 (April 2020)               | N/A                    | N/A                   |                                   |
| 凡例サポート終了サポート中現行バージョン将来のリリース |                      |                  |                          |                                |                        |                       |                                   |